# Stanisław Bedliński
Stanisław Bedliński (falecido em 1689) foi um prelado católico romano que serviu como bispo auxiliar de Lutsk de 1683 a 1689.

## Biografia
Stanisław Bedliński nasceu em 1633. A 27 de Setembro de 1683, foi nomeado durante o papado de Inocêncio XI como Bispo Auxiliar de Lutsk e Bispo Titular de Caesaropolis.   No dia 6 de Fevereiro de 1684, foi consagrado bispo por Mikołaj Oborski, Bispo Titular de Laodicea na Síria. Serviu como Bispo Auxiliar de Lutsk até à sua morte em 1689.